# Tetsuzō Fuyushiba
Tetsuzō Fuyushiba (冬柴 鉄三, Fuyushiba Tetsuzō), né le 29 juin 1936 à Shenyang dans ce qui est alors l'État fantoche du Mandchoukouo en Chine, et mort le 5 décembre 2011, est un homme politique japonais, membre du Nouveau Kōmeitō. Il est élu à la Chambre des représentants du Japon depuis 1986, pour le 8e district électoral de Hyōgo de 1996 à 2009 (auparavant pour l'ancien 2e district de cette préfecture), et fut ministre du Territoire, des Infrastructures et des Transports ainsi que ministre d'État au Tourisme des Cabinets Abe puis Fukuda du 26 septembre 2006 au 1er août 2008, avec en plus la charge des Affaires maritimes à partir du 27 juillet 2007.

## Formation et carrière professionnelle
S'il passe une partie de son enfance en Chine, dans un contexte de guerre, il a effectué sa scolarité dans la préfecture de Mie puis à Ōsaka. 
Diplômé en droit de l'Université du Kansai à Ōsaka en 1960, il passe l'examen du barreau en 1961 et devient avocat au sein du cabinet Midosuji Law Office, toujours à Ōsaka, à partir de 1964. Il y fera carrière pendant plus de 20 ans avant d'entrer en politique.  

## Carrière politique

### Les débuts
Il est élu pour la première fois à la Chambre des représentants en 1986, pour ce qui est encore alors le 2e district électoral de la préfecture de Hyōgo, dans la conurbation Ōsaka-Kōbe. Cette circonscription, comme toutes les autres, est modifiée par la réforme électorale de 1994 et donc il est réélu en 1996 comme représentant désormais du 8e district de Hyōgo, à savoir la ville d'Amagasaki à la frontière sud-est entre cette préfecture et celle d'Ōsaka.  
Il est élu la première fois sous les couleurs du Kōmeitō, ou « parti pour un gouvernement transparent », bras séculier et politique de l'organisation bouddhiste Sōka Gakkai. Lorsque ce dernier participe pour la première fois à une majorité, à savoir la coalition hétéroclite anti-PLD formée de 1993 à 1994 autour du Parti socialiste et de dissidents du Parti libéral démocrate, il est nommé vice-ministre et secrétaire parlementaire auprès des ministres successifs des Affaires intérieures du 9 août 1993 au 30 juin 1994, à savoir tout d'abord du socialiste Kanju Satō, membre du 79e Cabinet dirigé par Morihiro Hosokawa, puis du dissident du PLD Hajime Ishii dans l'éphémère Cabinet de Tsutomu Hata.
Lorsque cette coalition explose après le retrait du Parti socialiste et du Parti pionnier qui s'allient avec le PLD pour former le nouveau gouvernement en juin 1994, la plupart de ses autres membres, dont une partie du Kōmeitō, et notamment Fuyushiba, se réunissent au sein du Shinshintō, ou parti de la Nouvelle frontière, qui devient la principale force d'opposition. Il en est élu le vice-président du Conseil politique, puis, à partir de 1996, le vice-président du groupe à la Diète.
Ce parti se dissout à son tour en janvier 1998. La plupart de ses membres issus du Kōmeitō fondent le Nouveau parti de la paix ou Shintō Heiwa, dont Fuyushiba devient le secrétaire général. Finalement, le Kōmeitō est refondé sous le nom de Nouveau Kōmeitō en novembre 1998, et Fuyushiba en est à nouveau le secrétaire général et donc le no 2. Il le reste jusqu'à son entrée au gouvernement en 2006. Pendant cette période, il se fait surtout remarquer pour son profond soutien à l'extension du droit de vote aux élections locales des étrangers résidents au Japon de manière régulière, sujet qui divise régulièrement depuis 2001 le NK et le PLD. Il soutient de plus l'obtention de ce droit à tous les étrangers résidents de manière régulière, et non pas aux seuls Coréens ou Taïwanais comme l'avaient suggéré certains membres du PLD.

### Ministre du Territoire, des Infrastructures et des Transports
Lorsque Shinzō Abe devient Premier ministre le 26 septembre 2006, il nomme Fuyushiba ministre du Territoire, des Infrastructures et des Transports, aussi chargé du Tourisme ainsi que des Affaires maritimes à partir de juillet 2007. Il est reconduit par Yasuo Fukuda le 25 septembre 2007. Il est alors le seul membre du Cabinet issu du Nouveau Kōmeitō, l'allié traditionnel du PLD dans la majorité depuis 1999. 
Il soutient alors surtout, et avec détermination, la campagne « Visitez le Japon », couplée au slogan « Yōkoso!Japan » (« Bienvenu au Japon »), qui vise à porter d'ici 2010 le nombre de touristes étrangers visitant le Japon à 10 millions par an. Il est notamment le promoteur de la création de l'Agence nationale du tourisme. Il a également présenté en mai 2008, à l'occasion de son 30e anniversaire, un plan d'expansion de l'Aéroport international de Tōkyō-Haneda avec notamment la multiplication des vols directs vers l'Europe.
Mais son ministère a également été touché, pendant qu'il était à sa tête, par une série de scandales, notamment concernant des malversations de membres de son administration quant aux revenus de taxes liés au domaine routier, et donc il fait partie des nombreux ministres du gouvernement Fukuda initial à ne pas avoir été conservés au sein du Cabinet à la suite du remaniement ministériel du 1er août 2008. Lors de son dernier discours en tant que ministre, il est revenu sur les affaires qui ont touché son ministère : « Peut-être suis-je le ministre qui s'est le plus excusé ».
Lors des élections législatives du 30 août 2009, marquées par une nette défaite de la majorité au profit de l'opposition de centre gauche emmenée par le PDJ, il est battu dans sa circonscription par le leader du Nouveau parti Nippon Yasuo Tanaka par 41,3 % des suffrages exprimés contre 42,2 %.